# Nico van den Dries
Nico van den Dries (Alblasserdam, 27 november 1972) is een Nederlands presentator en onderzoeksjournalist. Hij is bekend geworden door zijn werk bij het recherchebureau Strongwood, waar hij betrokken was bij diverse grote zaken, maar meer nog door zijn werk als gedragskundige, specialist en privédetective op televisie.

## Levensloop

### Televisie
Van den Dries was sinds 1997 tot 2021 privédetective bij bureau Strongwood, waar hij betrokken was bij een aantal grote (bekende) zaken, zoals het onderzoek naar het Probo Koala-/Trafiguraschandaal en Madeleine McCann. Daarvoor werkte hij bij de Koninklijke Marechaussee en de Amsterdamse politie. 
Van den Dries was ook betrokken bij de documentaire De mysterieuze dood van Ivana Smit waar hij, ondanks dat de daders wereldwijd niet gevonden konden worden, zelfs niet door overheidsinstanties, de Johnsons traceerde in de Verenigde Staten.
Hij werd via televisie bekend door als onderzoeksjournalist, gedragskundige en privédetective (in beeld) hulp of advies te bieden in diverse programma's en op diverse zenders, waaronder Telegraaf Vandaag, Discovery Channel, Hart van Nederland en RTL Nieuws. Hij was sidekick in het eerste seizoen van Peter R. de Vries: Internetpesters Aangepakt. Van 2016 tot en met 2020 was hij samen met Thijs Zeeman te zien in het programma Gestalkt.
Eind 2019 maakte Thijs Zeeman de overstap naar RTL 5. In het najaar van 2020 startte het programma  Zeeman confronteert: stalkers, waarin Zeeman en Van den Dries beiden te zien zijn. Vanaf het tweede seizoen kreeg het programma de naam Zeeman Confronteert en werd de focus niet alleen gelegd op stalkingszaken.

### Boeken
Van den Dries gaf zijn medewerking aan de boeken Niet van iedereen van Nikki Lee Janssen (2018) en Ivana - strijden voor gerechtigheid van Sébas Diekstra (2021).

## Filmografie

### Televisie
| Jaar       | Programma                                                   | Zender     | Opmerkingen                                                 |
| ---------- | ----------------------------------------------------------- | ---------- | ----------------------------------------------------------- |
| 2000-2015  | Hart van Nederland, RTL Nieuws en diverse nieuwsprogramma's | SBS6/RTL 4 | Als specialist in beeld                                     |
| 2010       | Destination Truth                                           | SyFy       | 2x Europaspecialist veiligheid                              |
| 2015       | Peter R. de Vries: Internetpesters Aangepakt                | SBS6       | Detective in beeld                                          |
| 2016-2020  | Gestalkt                                                    | SBS6       | Detective/Sidekick van Thijs Zeeman                         |
| 2017       | Klaas kan alles                                             | NPO        | Detective van Klaas van Kruistum, aflevering Rico Verhoeven |
| 2019       | De mysterieuze dood van Ivana Smit                          | SBS6       | Documentaire                                                |
| 2019       | Betrapt!                                                    | SBS6       | Detective/Sidekick van Thijs Zeeman                         |
| 2020-2021  | Zeeman confronteert: stalkers                               | RTL 5      | Detective/Sidekick van Thijs Zeeman                         |
| 2021-heden | Zeeman Confronteert                                         | RTL 5      | Detective/Sidekick van Thijs Zeeman                         |